# NELL (グループ)
NELL（ネル、朝: 넬）は、2001年にデビューした大韓民国のロックバンド。

## 概要
1999年に結成。2001年にインディーズとしてアルバムデビュー。ソウルの弘大（ホンデ、弘益大学前）にてライヴ活動をしていたところをソ・テジに見いだされ、2003年ソテジカンパニーより自身3枚目となるアルバム『Let It Rain』をリリースしメジャーデビュー。グループ名の由来は、映画「ネル」からインスピレーションを受けたもの。

## 来歴
1999年、高校卒業直後に、地元の1980年生まれの同級生仲間4人で結成。
2001年、アルバムデビュー。
2003年、メジャー・デビュー。
2008年3月21日に発売した第4集『Separation Anxiety』に収録された「記憶を歩く時間(朝: 기억을 걷는 시간)」は、インディーズ出身のバンドとして韓国の地上波の音楽番組で初めて1位を獲得。
8月10日、サマーソニックの大阪公演に出演。
12月よりチョン・ジェウォンが兵役へ入隊のため、他のメンバーも芸能活動を休止。
2009年8月13日、キム・ジョンワン入隊。
2012年、4月10日フルアルバム第5集『Slip Away』を発売し、活動再開。
2013年、2012年に韓国で発売したアルバム『Slip Away』で日本デビュー。原宿アストロ・ホールでワンマンライブを行った。
2014年、サウス・バイ・サウスウエストに出演。アルバム『Newton’s Apple』がビルボード「ベストK-POPアルバム」で2位を獲得。
2015年の赤坂BLITZでワンマンライブを行った。
2017年4月、アジアツアーで韓国を訪れたコールドプレイが「Grey Zone」をSNSにお気に入りのバンドだと紹介した。11月13日-14日に東京と大阪でワンマンライブを行った。
2018年4月アイドルグループWanna Oneのユニット曲のプロデュース企画に参加。
7月に来日し「NELL'S SEASON 2018 」を公演予定。

## メンバー
- キム・ジョンワン - ボーカル、ギター。1980年12月24日（44歳）[6]
- イ・ジェギョン - ギター。1980年5月13日（44歳）[6]
- イ・ジョンフン - ベース。1980年11月11日（44歳）[6]

## 影響
ボーカルであり、作詞作曲を手掛けているキム・ジョンワンは、幼い頃より洋楽MVを観ており、6歳の時にスウェーデンのバンドロクセットを好きになった。また小学校から高校3年生まで、カナダ、スイス、バーレーンなどで暮らしたため、韓国音楽を聴いて育っていない。コールドプレイも幼い頃から好きだった。

## 作品

### アルバム
- Reflection of(2001年) - インディーズ
- Speechless(2001年) - インディーズ
- Let It Rain(2003年)
- Walk Through Me(2004年)
- Healing Process(2006年)
- Separation Anxiety(2008年)
- Slip Away(2012年)
- Newton's Apple(2014年)
- C(2016年)

## コンサート

### 韓国
- 2016 NELL CHRISTMAS IN NELL'S ROOM 2016
- NELL'S ROOM 2016-済州
- Christmas in nell's room 2017

### 日本
- 2015 NELL LIVE ～Healing Process in Tokyo～
- NELL LIVE IN JAPAN(2017年)
- NELL'S SEASON 2018

## 受賞歴
- 韓国大衆音楽賞(2007年)
- ゴールデンディスク賞(2008年)
- Melon Music Awards(2012年)